# 10 a.C.
Il 10 a.C. (X a.C. in numeri romani) è un anno  del I secolo a.C.

## Eventi
- Erode il Grande arresta per tradimento due propri figli, Alessandro e Aristobulo; grazie all'intervento di re Archelao di Cappadocia, suocero di Alessandro, i tre si riconciliano.

## Nati
- 1º agosto - Claudio, imperatore romano († 54)
- Bo Yikao, cinese
- Erode Agrippa I, re († 44)
- Gaio Asinio Pollione, magistrato romano
- Lucio Vitellio il Vecchio, politico romano († 51)
- Shimon ben Gamliel, rabbino ebreo antico († 70)